# Ebrahim Nabavi

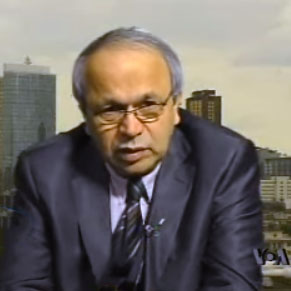
Ebrahim Nabavi (2010)

Ebrahim Nabavi (* 13. November 1958 in Astara, Iran; † 14. Januar 2025 in Silver Spring, Vereinigte Staaten) war ein iranischer Journalist, Schriftsteller und Satiriker.

## Leben
Nabavi studierte Soziologie an der Universität Schiras und an der Universität Teheran. Zunächst arbeitete er in einigen Ministerien der Islamischen Revolution. In verschiedenen iranischen Zeitschriften begann er Ende der 1990er Jahre Parodien auf amtliche Verlautbarungen zu veröffentlichen, die ihn rasch in Konflikt zum Regime brachten. Auch für die Zeitung Asr-e Azadegan war er als Journalist tätig. Wegen seiner satirischen Publikationen kam er zwei Mal ins Gefängnis. 1998 wurde er ohne Begründung 29 Tage inhaftiert, 2000 wurde er zu acht Monaten verurteilt und nach über 90 Tagen Einzelhaft wieder freigelassen. Seine dennoch veröffentlichten Gefängnis-Memoiren verhalfen ihm zu weiterer Popularität.
Im April 2003 ging er ins Exil, lebte in Belgien und schrieb für Internetzeitungen wie Rooz-Online und BBC Persian. 2005 wurde ihm der Prinz-Claus-Preis verliehen.
Er starb im Januar 2025 im Alter von 66 Jahren durch Suizid in Silver Spring im US-Bundesstaat Maryland. Seine Familie teilte mit, er habe mehr als ein Jahrzehnt unter Depressionen gelitten und daran, nicht in seiner Heimat leben zu können.

## Zitate
- „Je mehr die Menschen ihn verabscheuten, desto größer wurden die Portraits, die ihn zeigten.“ (Nabavi vergleicht Reza Pahlavi und Chomeini)
- „Die meisten Anführer unserer Arbeiterbewegung und viele Mitglieder der Kommunistischen Partei des Iran waren reiche Jugendliche. Die Leute, die sie zusammenschlugen ... waren die Armen.“
- „Sollten die Gesetze und Strafen der Scharia jemals konsequent angewandt werden, dann müsste man 80 Prozent der Bevölkerung bestrafen.“
- „Falls er kein Enthaarungsmittel zur Verfügung gehabt hätte, wäre der Suizid noch durch folgende Möglichkeiten gegeben: vom Duschkopf springen, die Seife verschlingen, am Warmwasserstrahl ersticken oder im Bad ausrutschen.“ (zum Tod Said Emamis)
- „Wir werden die Atombombe friedlich nutzen und nebenbei noch Strom produzieren.“ (in Anspielung auf die Atompolitik Irans)